# Lista över restauranger och barer i Simpsons
Detta är en lista över fiktiva restauranger och barer i TV-serien Simpsons.

## The Frying Dutchman
The Frying Dutchman ägs av Horatio McCallister och är en skaldjursrestaurang. Homer försökte en gång stämma restaurangen då han ansåg att de lockade med en falsk Allt du kan äta kampanj. Som kompensation fick Homer anställning på restaurangen som Mannen med den bottenlösa magen som människor fick titta på genom fönstret

## Gulp 'N' Blow
Gulp 'N' Blow serverar tacos och har haft Homer Simpson, Jeremy Peterson och Sideshow Mel som personal. Mr Johannson är chef på restaurangen.

## Happy Sumo
The Happy Sumo är en asiatisk restaurang i Springfield på Elm Street. Restaurangen ägs av Akira.

## Luigi's
Luigi's är en italiensk restaurang i Springfield som ägs av Luigi Risotto.

## Krusty Burger

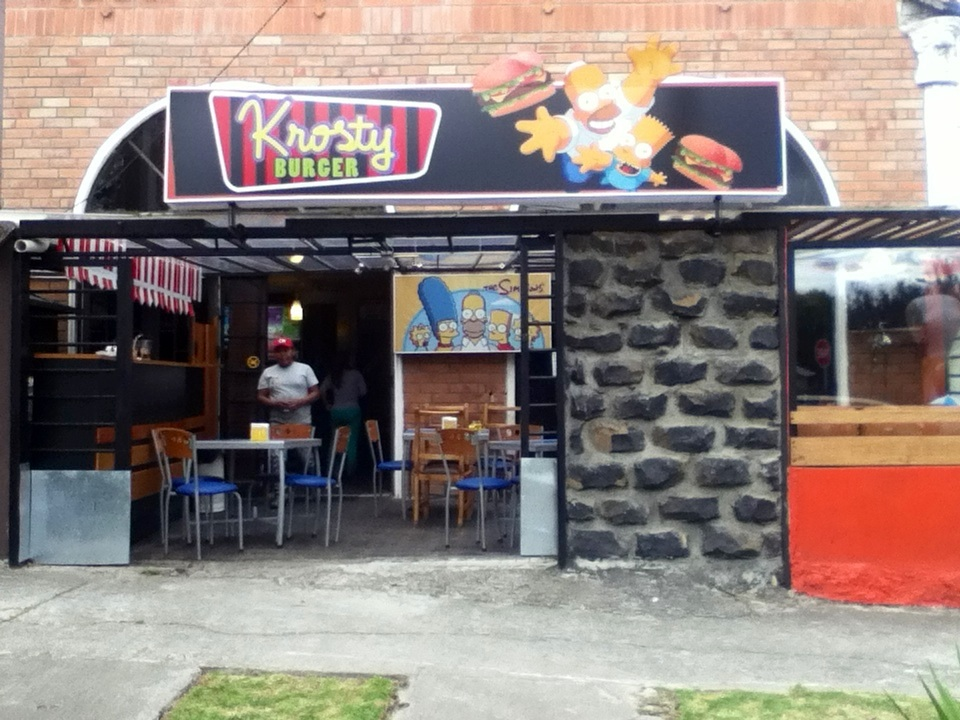
"Krosty Burger" i Cuenca, Ecuador

Krusty Burger är en hamburgerkedja i USA som ägs av Krusty the Clown. Enligt en studie är hamburgaren "Krusty Burger" världens onyttigaste mat, burgaren kostar 59 cent eller 1,29 dollar.

## Moe's Tavern
Moe's Tavern är en bar i Springfield och ägs av bartendern Moe Szyslak. Baren har ett antal stamkunder, varav de flesta jobbar på Springfields kärnkraftverk.

## The leage of extrahorny gentlemen
The league of extrahorny gentlemen är en gaybar som har strikta krav på klädsel och utstyrsel. Den är av samlingspunkterna för stadens homosexuella.

## Phineas Q. Butterfat's 5600 Flavors Ice Cream Parlor
Phineas Q. Butterfat's 5600 Flavors Ice Cream Parlor, även Phineas Q. Butterfat's Ice Cream Parlor är en glassbarskedja i Springfield.
The Gilded Truffle är en lyxrestaurang där Bart en gång bjöd Edna Krababpel på en dejt, under sitt alias Woodrow Wilson. Restaurangen anställde även Groundskeeper Willie som kypare vid ett tillfälle, tills han återföll i sina gamla ilskna vanor.

## Lardlad Donuts
Lardlad Donuts är en snabbtmatsrestaurang som specialiserat sig på munkar och andra bakverk. Clancy Wiggum och de andra poliserna är ofta kunder där.